# Wai Wai World 2: SOS!! Parsley Jō
Wai Wai World 2: SOS!! Parsley Jō (ワイワイワールド2 SOS!!パセリ城, Wai Wai Wārudo Tsū Esuōesu!! Paseri Jō, lit. "Wai Wai World 2: SOS!! Parsley Castle) é um jogo de plataforma lançado em 1991 para Famicom exclusivamente no Japão, pela Konami. Ele é a sequência direta de Konami Wai Wai World e traz vários personagens da Konami como elenco.

## Outros jogos
- Konami Wai Wai World, prequela do jogo lançada em 1988 para NES e em 2006 para Celular.
- Hai no Majutsushi, Um jogo de Mahjong 1989 para MSX2 com oito mascotes Konami.
- Konami Wai Wai Racing Advance (conhecido como Konami Krazy Racers nos EUA), um jogo de corrida que contém parte elenco de Wai Wai World lançado em 2001 para Game Boy Advance.
- Wai Wai Bingo, jogo de bingo apresenta personagens da Konami, lançada em 1993 para Jogo Medal.
- Wai Wai Jockey, jogo de jóquei, lançada em 1995 para Jogo Medal.
- Wai Wai Poker, jogo de pôquer, lançada em 1997 para Jogo Medal.
- Konami Wai Wai Racing Advance (conhecido como Konami Krazy Racers nos EUA), um jogo de corrida que contém parte elenco de Wai Wai World lançado em 2001 para Game Boy Advance.
- Airforce Delta Strike, um jogo de simulador de combate aéreo que contém parte elenco de Airforce Delta lançado em 2004 para PlayStation 2, para completar missões e desbloquear personagens da Konami.
- Wai Wai Sokoban, Um jogo de Puzzle, lançada em 2006 para Celular.